# Draconarius pseudobrunneus
Draconarius pseudobrunneus är en spindelart som beskrevs av Wang 2003. Draconarius pseudobrunneus ingår i släktet Draconarius och familjen mörkerspindlar. Inga underarter finns listade i Catalogue of Life.